# Церква Святого Миколая (Радехів)
Церква Святого Миколая — дерев'яний храм української греко-католицької церкви у місті Радехів Львівської області. 
Храм збудований у 1918 році, на місці значно давнішого який згорів унаслідок попадання блискавки. 
В 1991 році поруч було закладено новий храм Святого Миколая.

## Опис
В плані храм має форму хреста. З входом напрямленим на північний захід. В бабинці розташований головний вхід з заходу, а також додатковий з півночі, увінчується бабинець на півовальним дахом, по праву і ліву сторону від бабинця знаходиться навіс, який опирається на дерев'яні стовпи з оформленими декоративними дерев'яними елементами. Святилище оточене двома ризницями, та маленьким господарським приміщення. Вікна арочні, прямокутні, в святилищі оздоблені вітражем. Дах прямий трикутний, увінчаний однією великою восьмикутнею, головною банею по центрі хреста в основі, і двома меншими шестикутними які розташовані на головні осі, відповідно на захід і схід.

## Історія

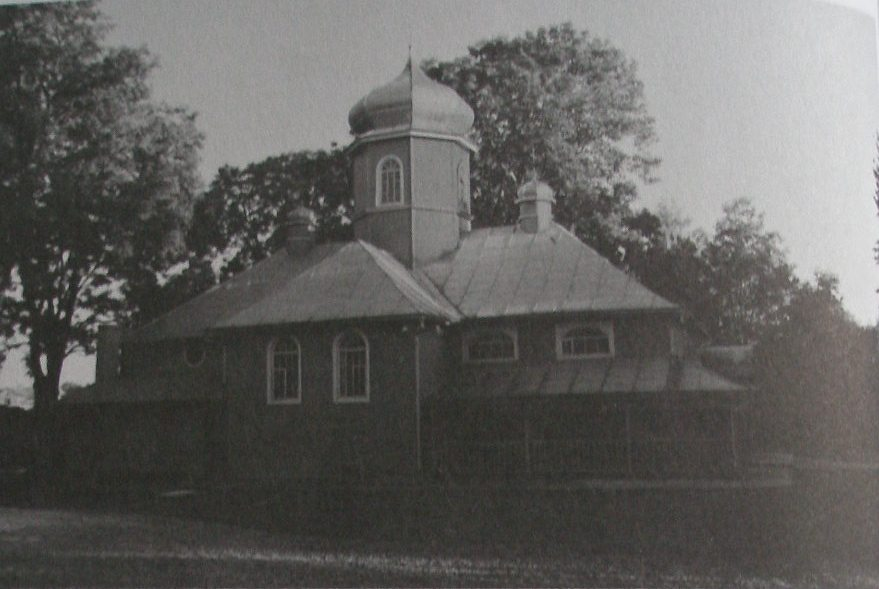
Старе фото Храму Св. Миколая в Радехові

Історичних довідок збереглось не багато, відомо що раніше на цьому місці стояв значно давніший храм, збудований в 1711 році, і який від удару блискавки в 1915 році згорів. Спільними силами греко-католицької громади міста, з допомогою графа Станіслава Бадені було збудовано новий храм, та вже в 1918 році освячено. Під час Другої світової війни храм був пошкоджений, частково перебудований і відновлений. Після приходу радянської влади, і заборони Української Греко-католицької Церкви храм був закритий, проте віряни проводили таємні служіння. У грудні 1944 року, митрополит Йосип Сліпий благословив отця Іларіона Карп'яка на душпастирське служіння до міста Радехова. Події 1946 року молодий священик у віці 36 років зустрів разом з парафіянами в м. Радехові.
Священики, котрі були до його приходу, емігрували за кордон: о. Володимир Пелліх, о. Михайло Зінкевич, о. Михайло Ходань.
Більшість молодих священиків, хоч здобували духовну освіту в школах Російської Православної Церкви, доповнювали їх у своїх попередників і разом з парафіянами вважали себе духовно приналежними до Вселенської Церкви і Архиєрея Папи Римського.
Із 23 лютого 1982 року на парафії служить о. Ярослав Михалюк, при допомозі отців — сотрудників о. Володимира Царика і о. Юрія Михалюка.
Зареєстровано вихід з підпілля, 6 червня 1990 року на квартирі Владики Володимира Стернюка. Конфліктів не було. Поділу на конфесії також не було.

### Знахідка
У жовтні 2018 року під час ремонту піддашшя над хорами церкви майстри виявили чотири сакральні предмети — три дерев'яні скульптури до півметра заввишки і монстранцію (посудину для зберігання Святих тайн).
Майстри ремонтували (місцем, де співають під час богослужіння) і невеликий шматок дерев'яної стелі обвалився. Коли заглянули, то виявили дві дерев'яні скульптури архіреїв та розп'яття Ісуса Христа.
|  | «Проламалось випадково, ніхто не знав, що там щось є. Це був зроблений акуратно спеціальний хід і туди сховали. Взагалі нереально у це навіть повірити, як це все знайшлось. Швидше за все, що може похапцем ховали. Бо монстранція була у своєму боксі, тобто коробці, зробленій по її формі, а решта предметів просто лежали. Якби ці речі ховали спокійно, не поспішаючи, то всі скульптури б загорнули, мабуть, це швидко робилось», – каже мешканець Радехова Василь Іванич. |

Очевидно, це речі з римо-католицького костелу, збудованого у середині XVIII століття у місті. Комуністична влада передала релігійну споруду у 1945 році військовій частині, а у 1972 році храм підірвали і знесли. На його місці збудували поліклініку. За розповідями літніх мешканців, у роки німецької окупації багато поляків виїхали у Польщу, покинули місто і римо-католицькі священики, тоді вони вивезли багато цінних сакральних предметів із костелу. Але чимало й залишилось. Можливо, віднайдені скульптури і монстранція були з костелу і люди, рятуючи церковні речі, принесли їх сховати до українського храму.

## Спорудження нового храму

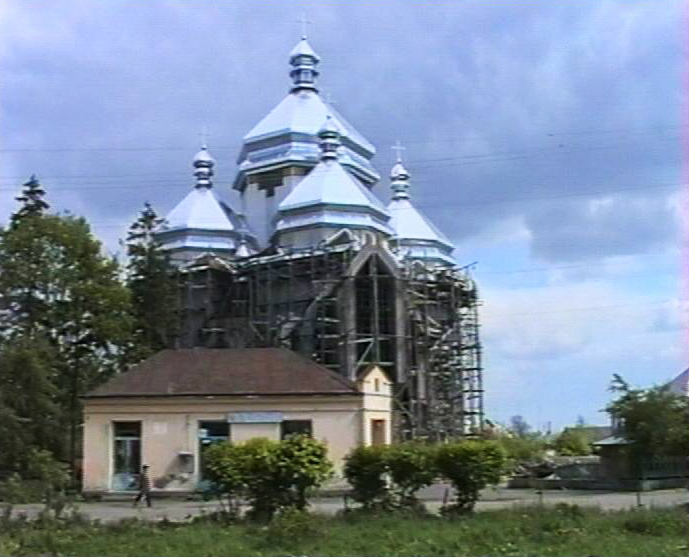
Будівництво нового храму

Відомо що намір збудувати на цьому місці храм був ще у довоєнні часи, так як місто зростало, а гідного греко-католицького храму не було, на той час в місці була синагога та римо-католицький костел Святої Анни. Проте з приходом радянської влади це стало не можливим. Лише після здобуття Україною незалежності ця ідея відродилася.  Перший камінь для будівництва нової церкви і  хрест освятив 3 листопада 1991 року Патріарх Мирослав-Іван Любачівський. 29 серпня 2004 року Владика Михаїл Колтун  освятив новозбудований храм. 7 грудня 2008 року Владика Михаїл освятив храм після завершення розпису. 1 квітня 2010 року – Великий Четвер Владика Михаїл Колтун звершив архієрейське богослужіння: Св. Літургію і Чин умивання ніг священикам. Це вже вдруге у місті Радехові. Перший раз у Великий Четвер 1999 року. На храмовий празник 19 грудня 1992 року завітав Владика Юліан Вороновський.

## Світлини

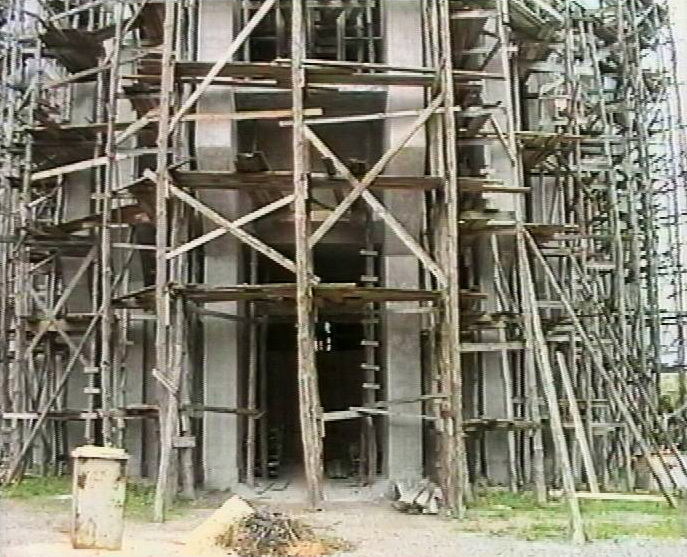
Рештування храму
Новий храм
Старий храм
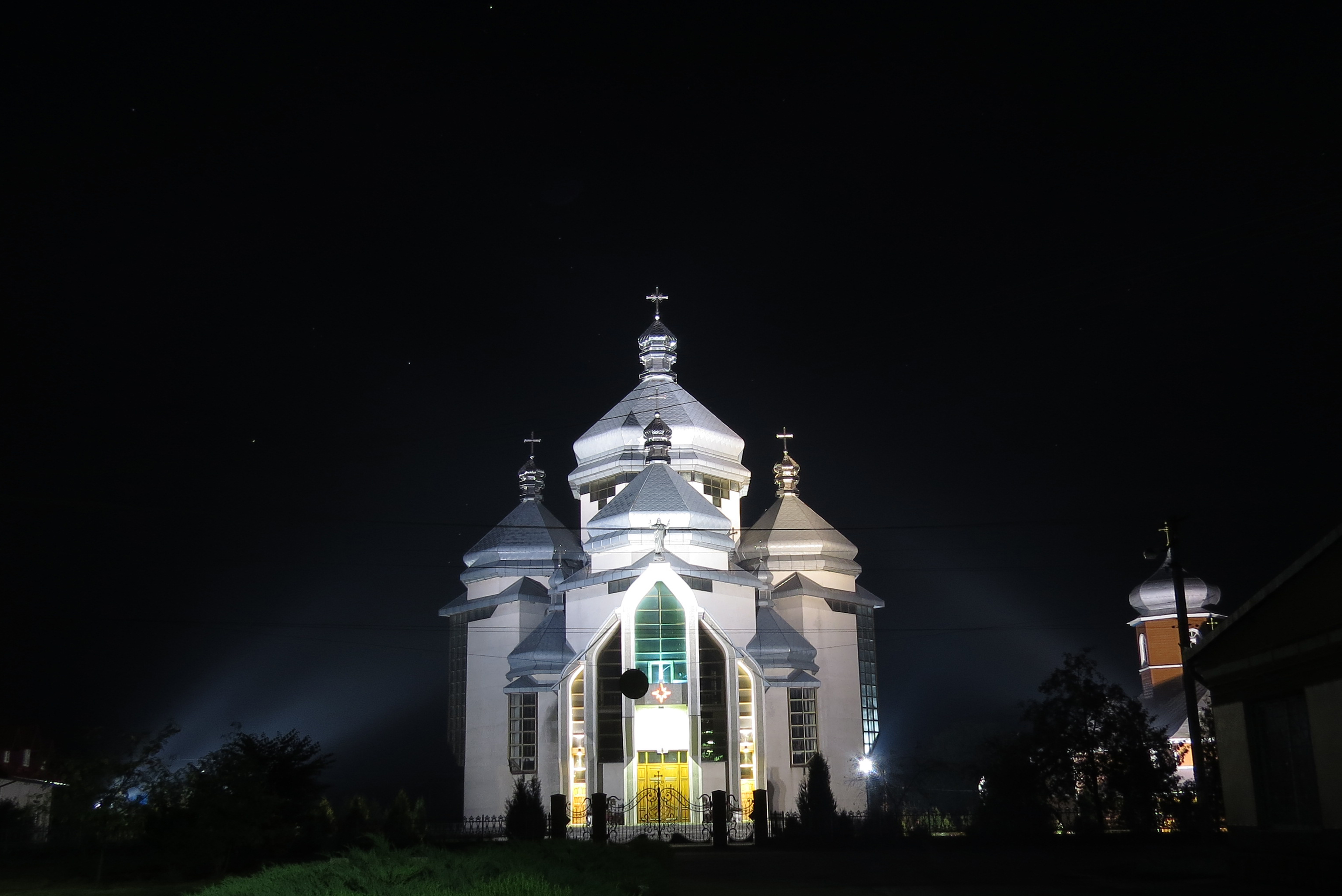
Нічне освітлення (Вид спереду)
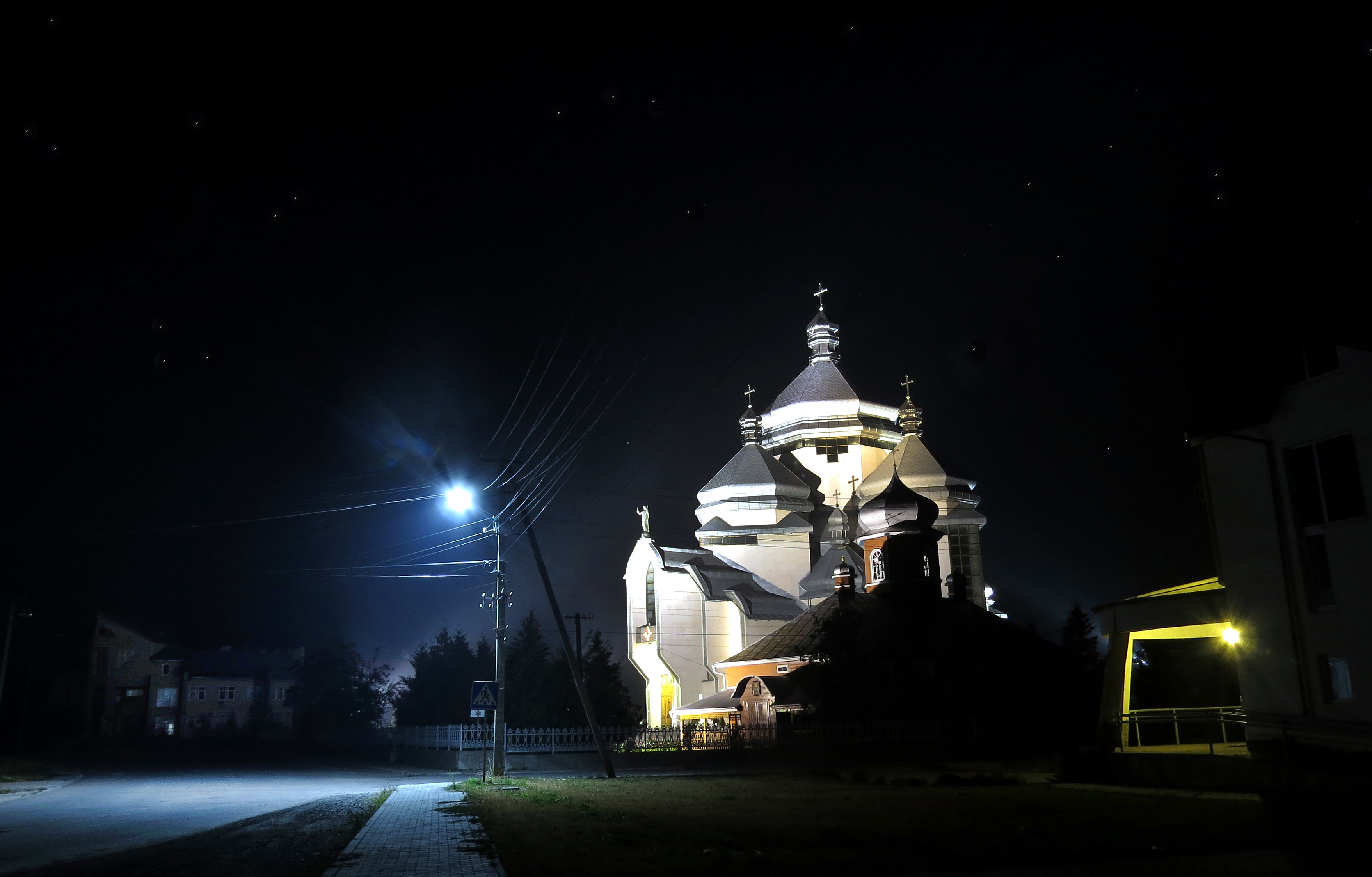
Нічне освітлення (Вид збоку)
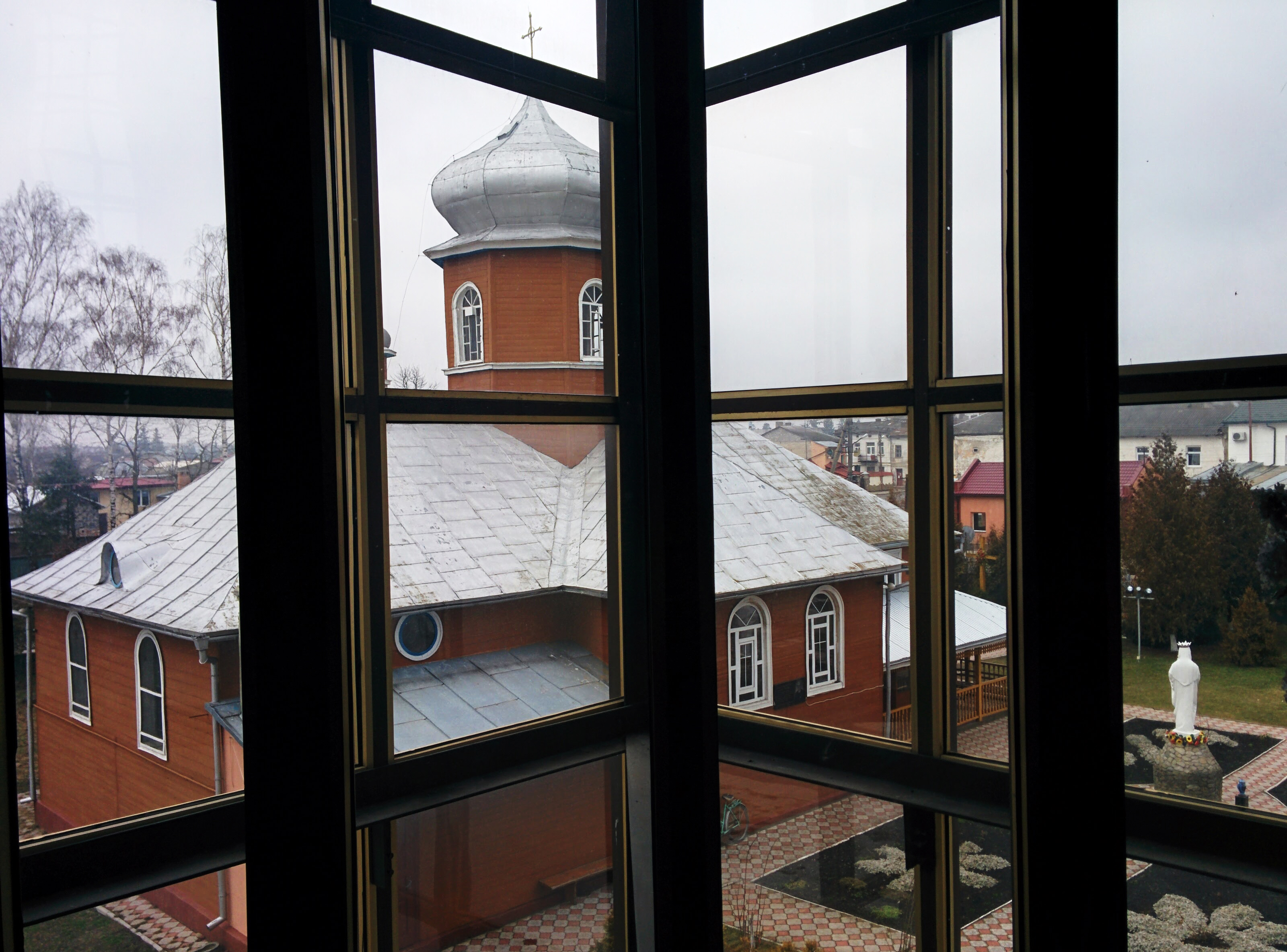
Вид на старий храм
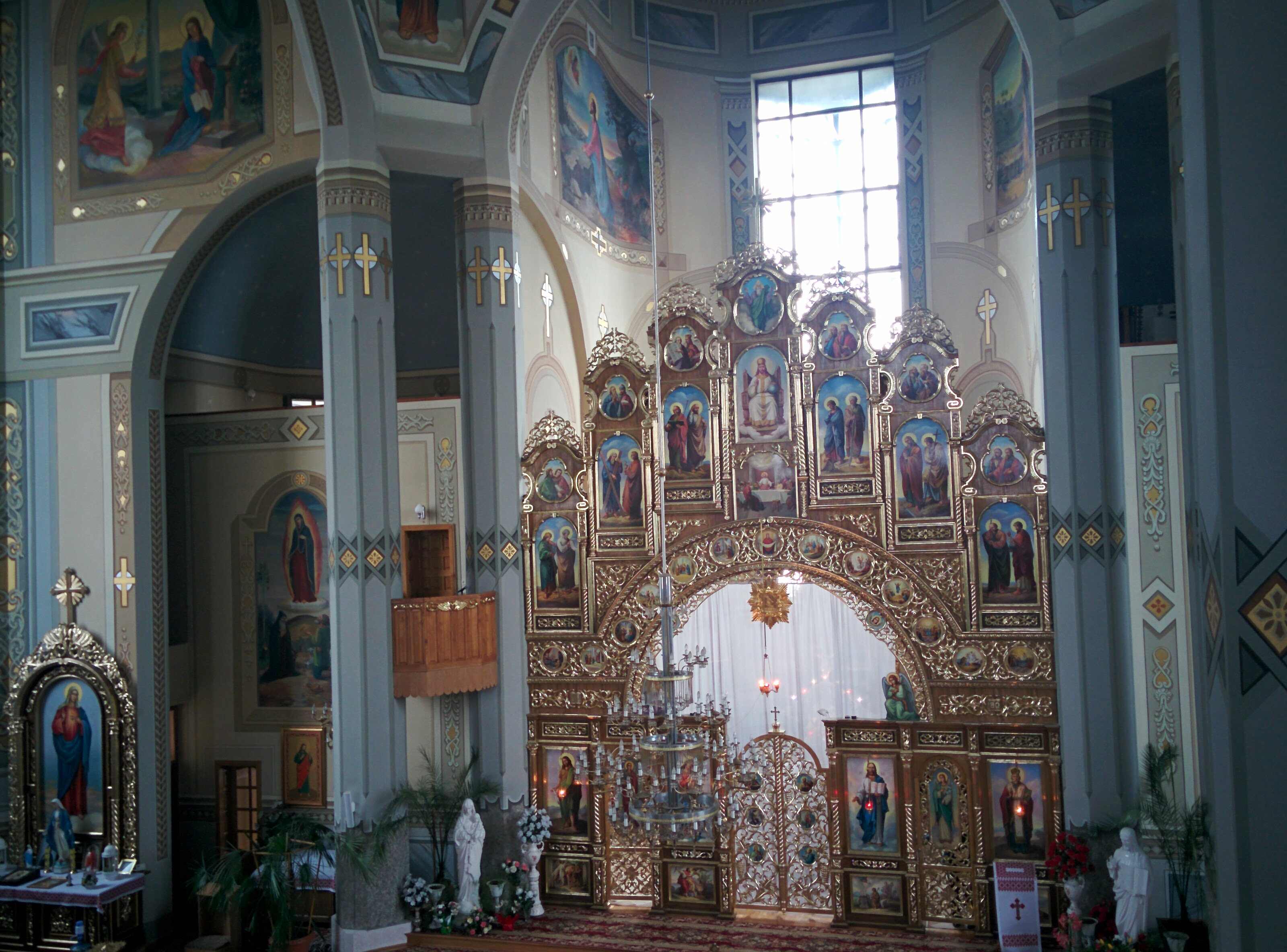
Іконостас нового храму
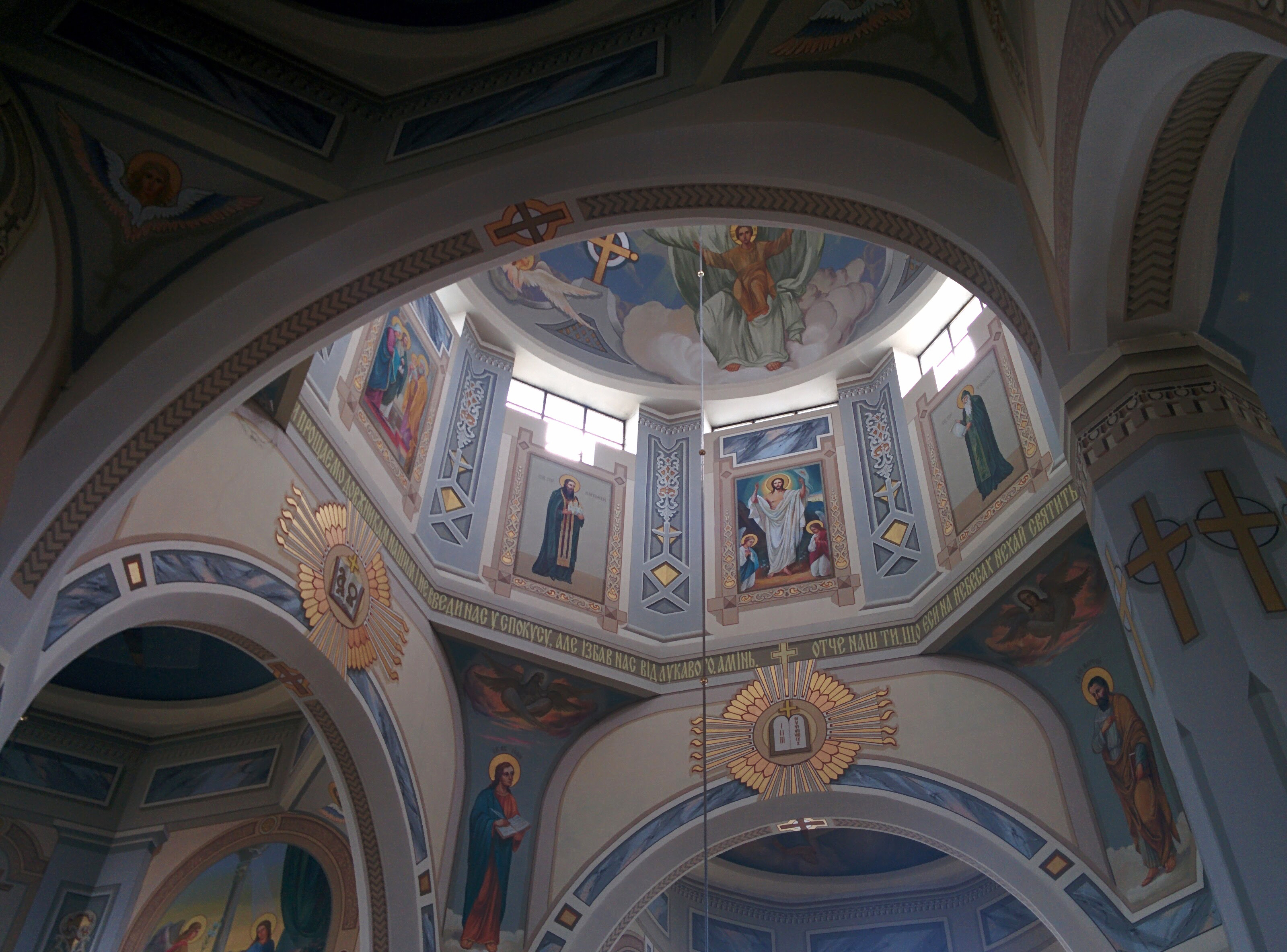
Розпис нового храму